# Parafia św. Antoniego Padewskiego w Roszowickim Lesie
Parafia św. Antoniego Padewskiego w Roszowickim Lesie – rzymskokatolicka parafia dekanatu Łany w diecezji opolskiej.
Obszar parafii obejmuje jedynie miejscowość Roszowicki Las.

## Historia
Roszowicki Las należał do parafii w Łanach. Ze względu na dużą odległość (8 km) do Łan, rozpoczęto starania, aby mieć swój kościół. Samodzielna placówka powstała 26 lutego 1912 roku, parafia w 1932 roku, wydzielona z parafii w Łanach. Kościół wybudowali własnym wysiłkiem mieszkańcy, bez zezwolenia Kurii Biskupiej i władz, ukończony i poświęcony 21 czerwca 1914 roku, po 2 latach budowy.

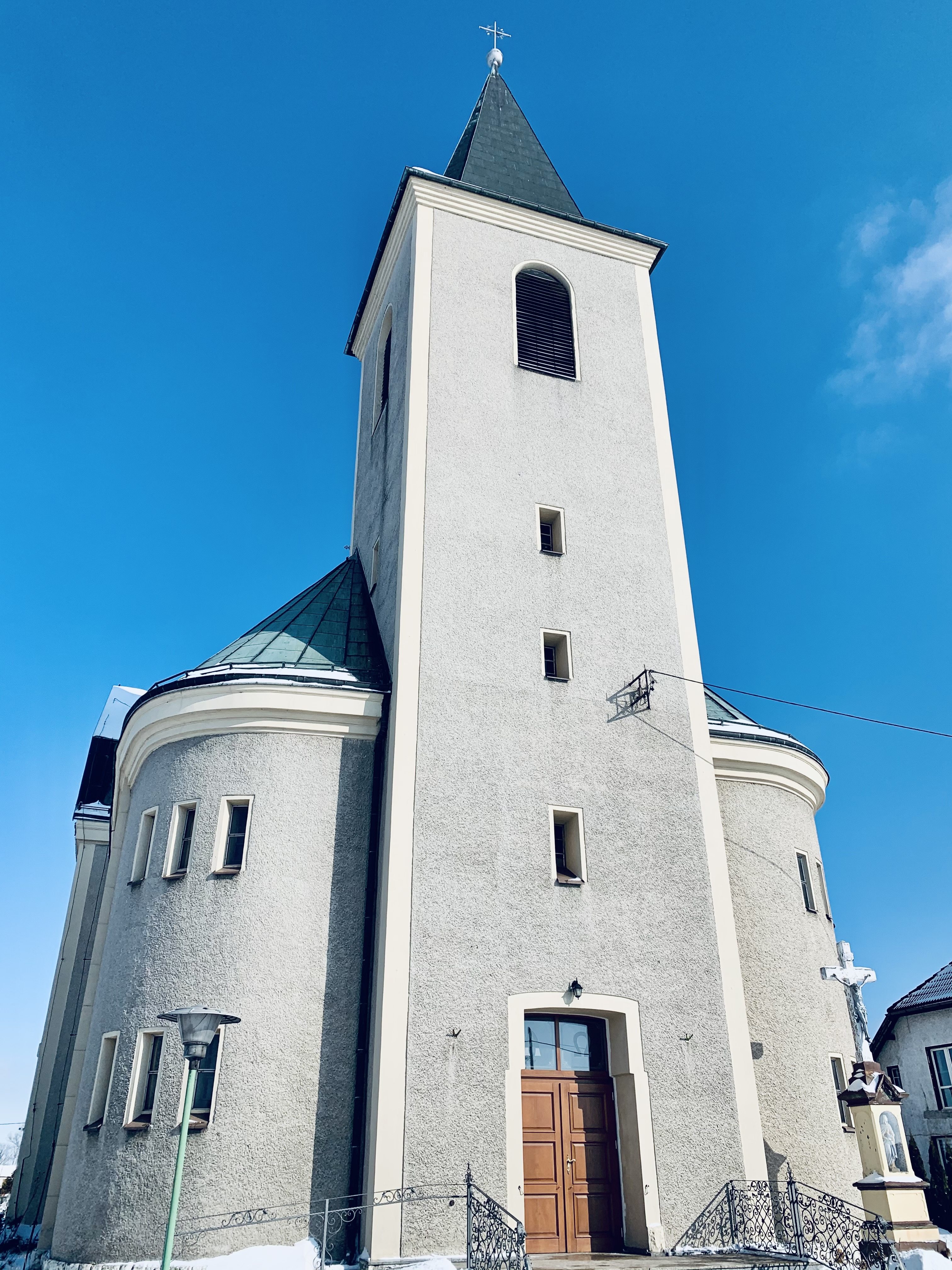
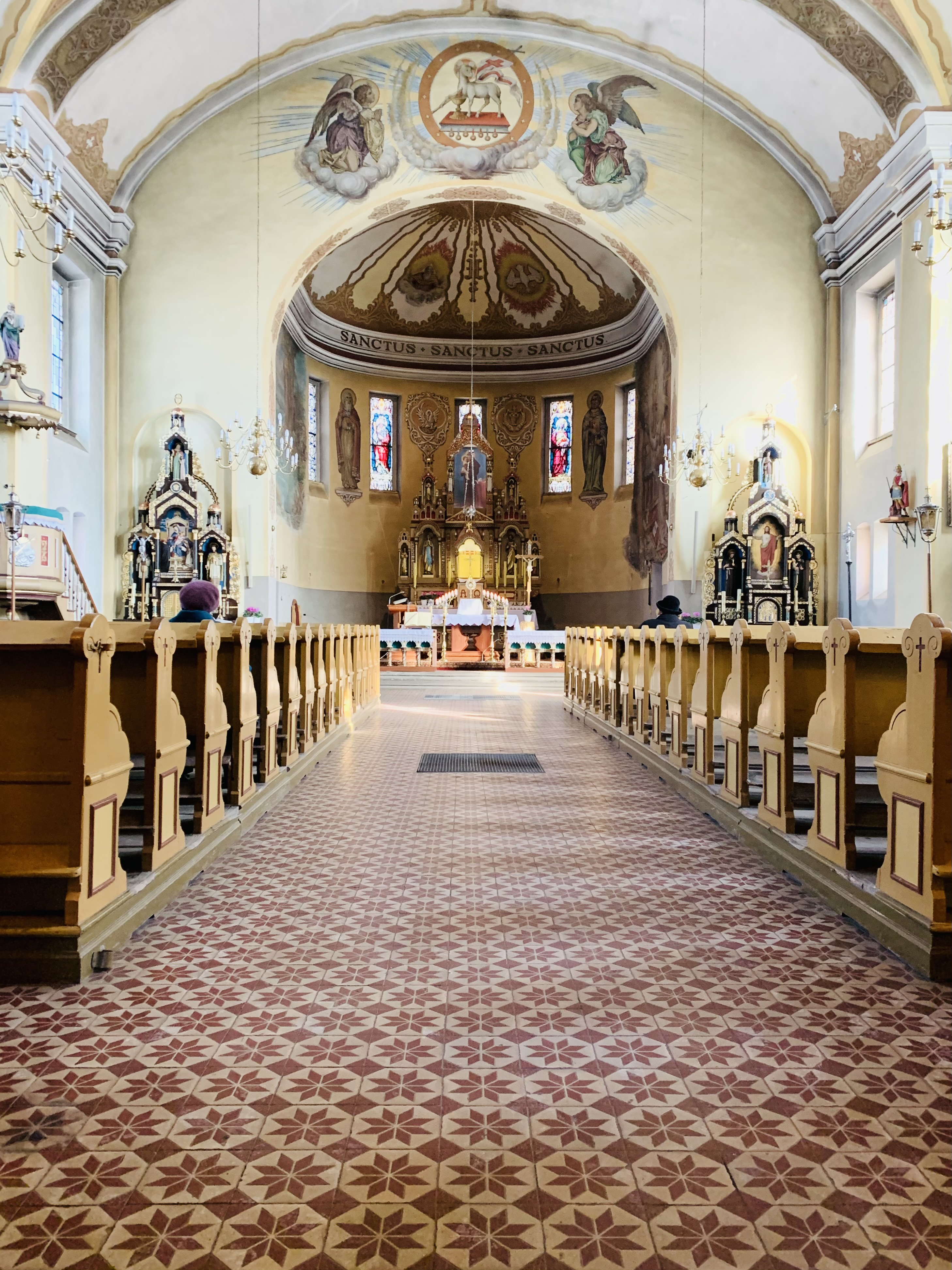
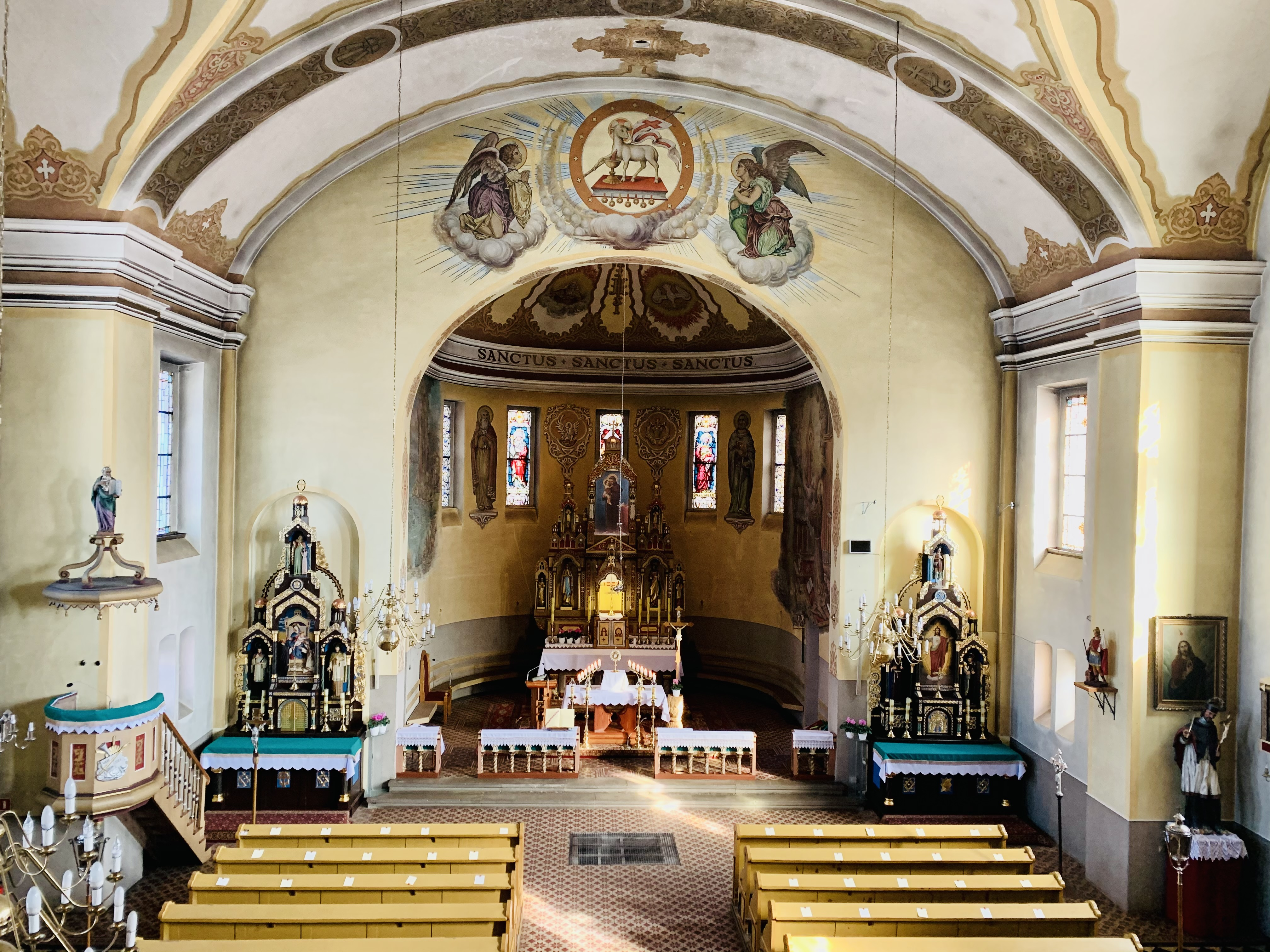
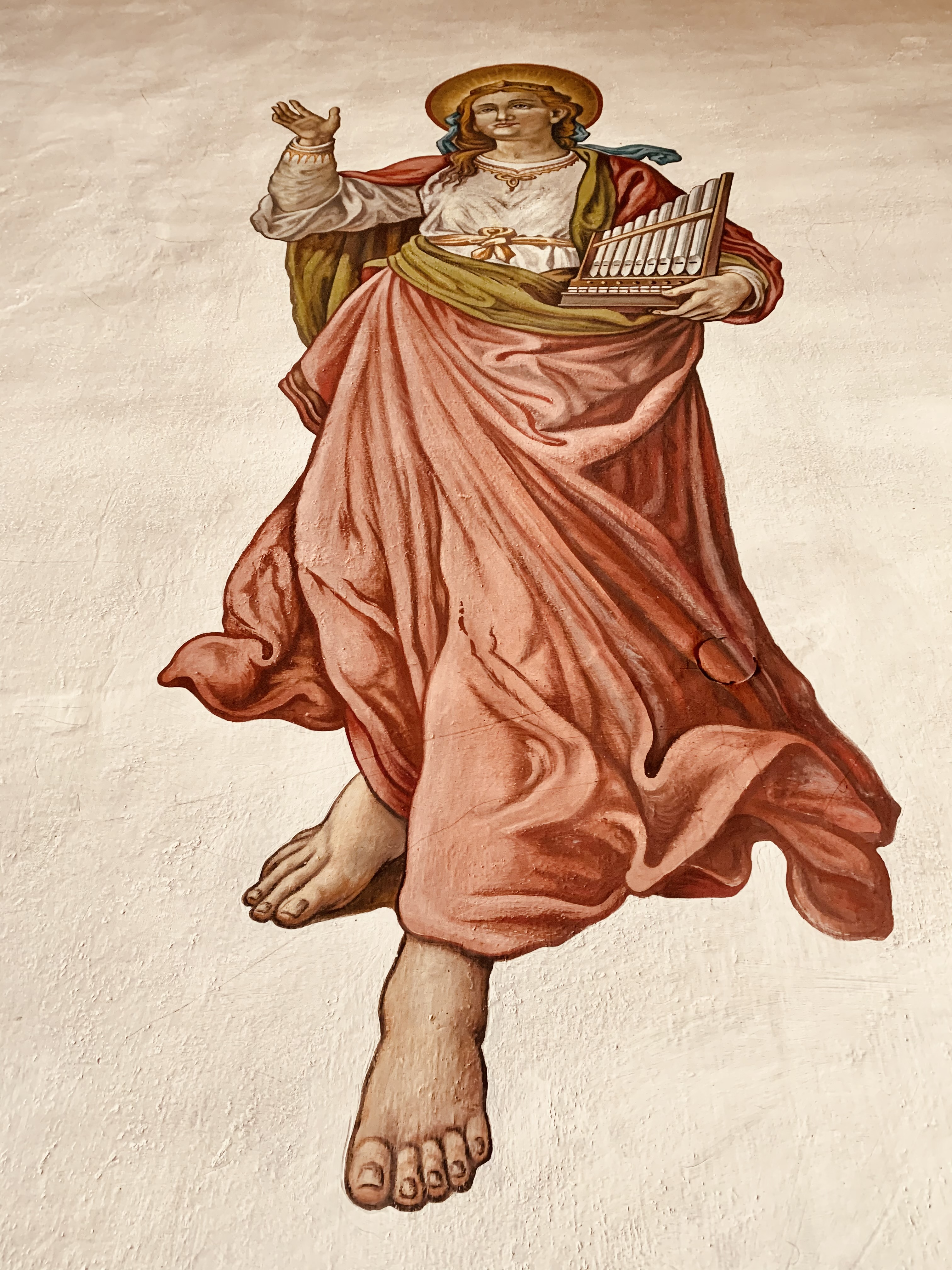
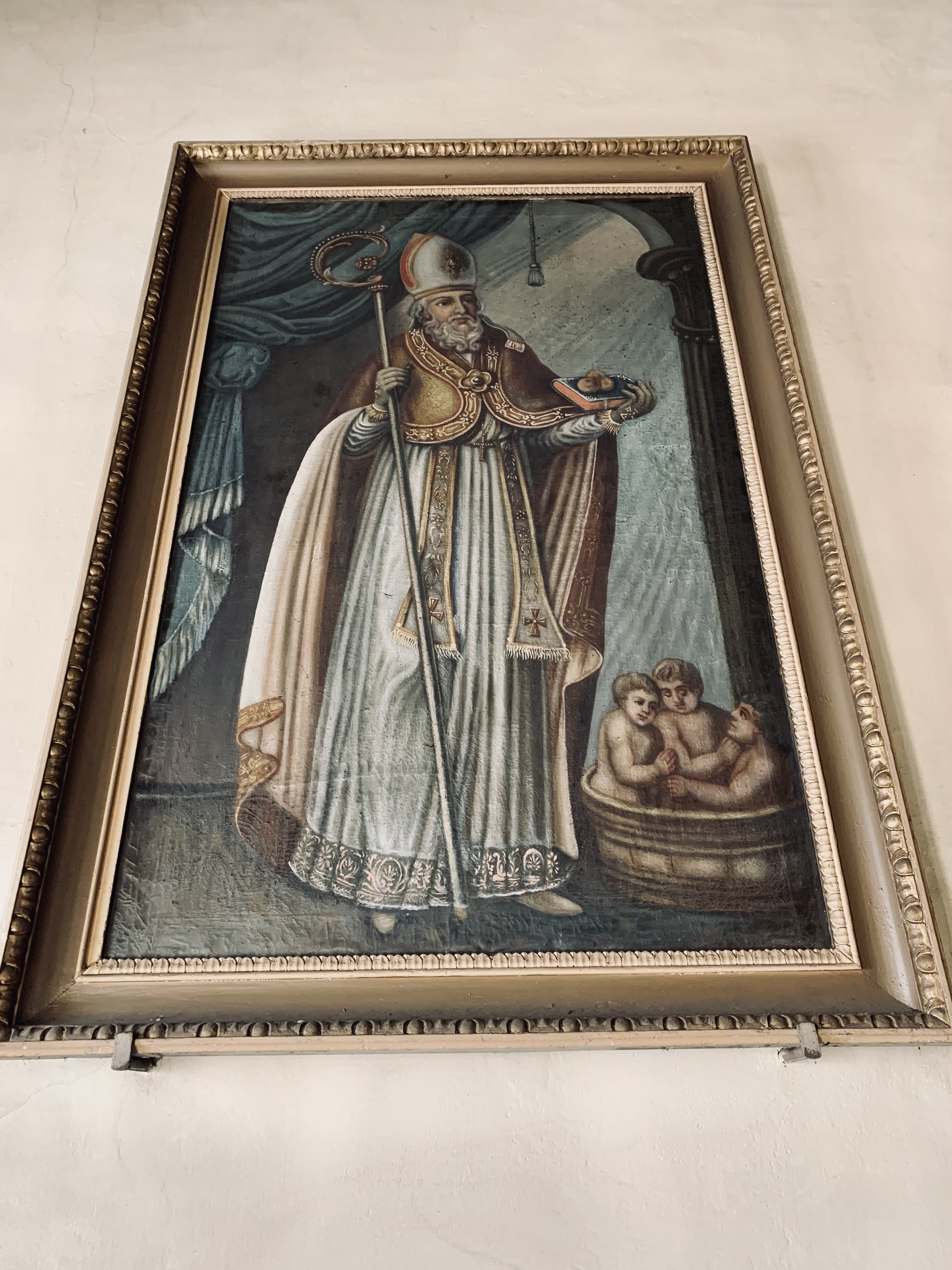
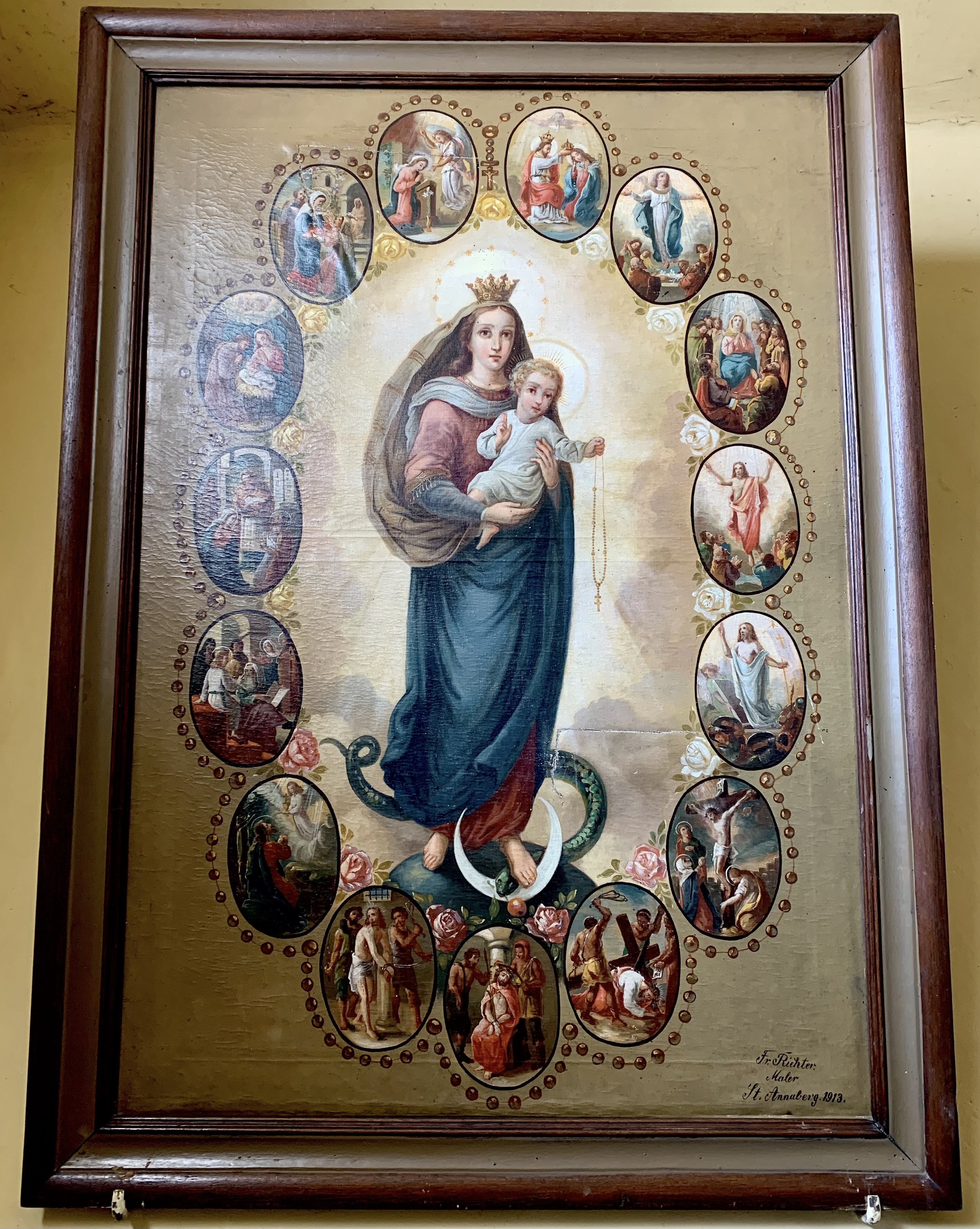